# Déborah Révy

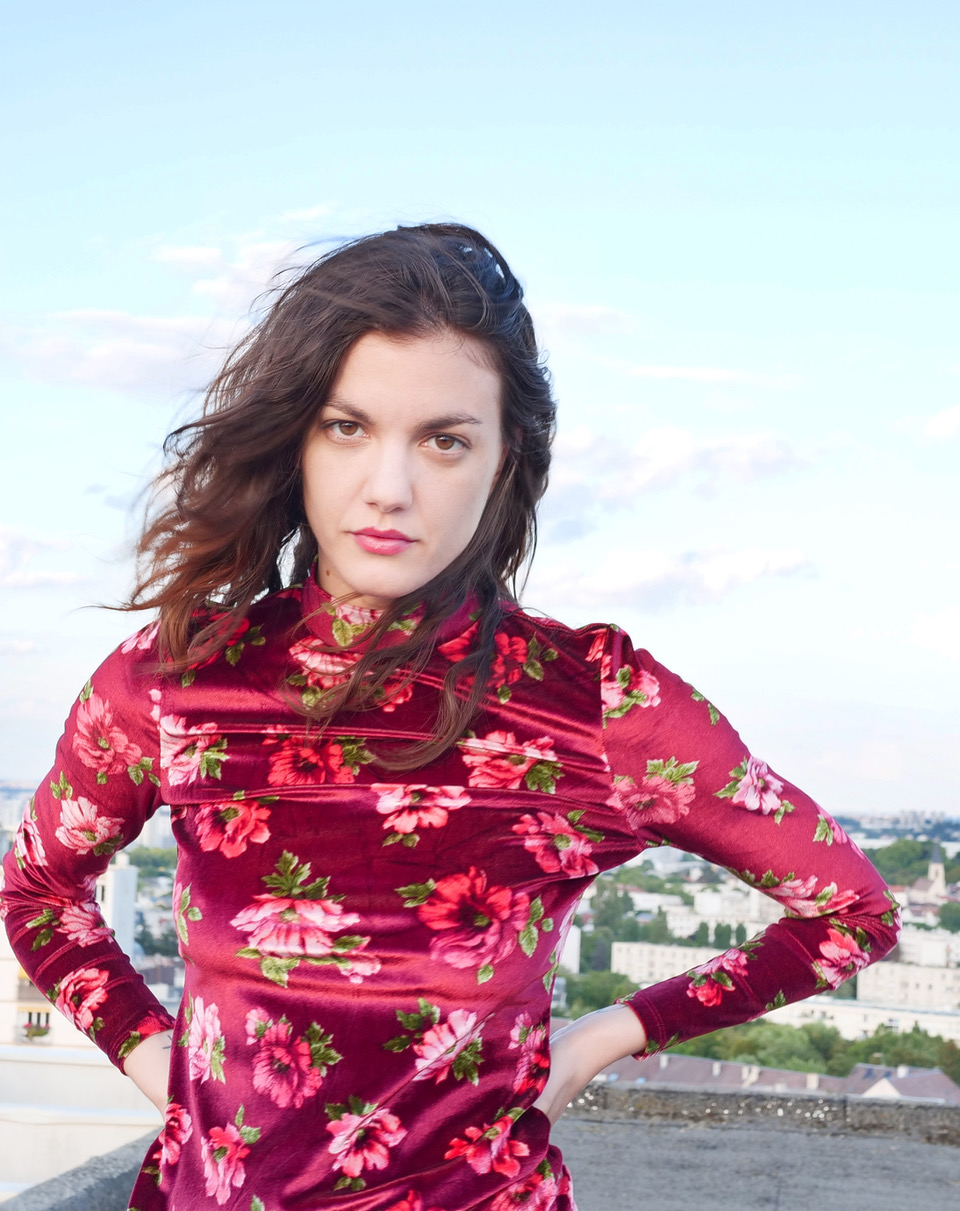
Déborah Révy, 2019

Déborah Révy (* 10. März 1987 in Lyon) ist eine französische Schauspielerin. Sie ist für Darstellungen in erotischen Serien und Filmen bekannt.

## Karriere
Déborah Révy debütierte im Kurzfilm Reminiscence als Filmschauspielerin. Im selben Jahr spielte sie in einer Episode der erotischen Fernsehserie X Femmes mit. Außerdem war sie 2009 in den Kurzfilmen The Lesson und Privation zu sehen. 2011 übernahm sie eine der weiblichen Hauptrollen im Erotikfilm Q – Sexual Desire. Ihre Szenen im Spielfilm Die Köchin und der Präsident wurden in der finalen Filmfassung Opfer des Filmschnitts. 2015 hatte sie eine Nebenrolle im Erotikdrama Love.

## Filmografie
- 2008: Reminiscence (Kurzfilm)
- 2008: X Femmes (Fernsehserie, Episode 1x06)
- 2009: The Lesson (Kurzfilm)
- 2009: Privation (Kurzfilm)
- 2011: Xanadu (Fernsehserie, 2 Episoden)
- 2011: I’m Not a F**king Princess (My Little Princess)
- 2011: Q – Sexual Desire (Q)
- 2012: Augustine
- 2012: Die Köchin und der Präsident (Les saveurs du palais)
- 2013: La fille du 14 juillet
- 2013: Les mauvaises têtes (Fernsehfilm)
- 2015: Love
- 2020: Voyeur(s) (Kurzfilm)